# Aston Communications
Aston Communications är ett brittiskt telekomföretag. Företaget grundades 1985 i London och är ett av de få företag som fortfarande underhåller telex. Astons två stor teleprinters heter STC TX 3000S Telex (Cheetah Super Plus) och PH2000 PC Telex System.